# Ana Martínez García
Ana Martínez García (Murcia, 1975) es una artista plástica multidisciplinar española.

## Trayectoria
Estudió Bellas Artes en la Facultad Alonso Cano de la Universidad de Granada, donde se licenció en el año 2000. Más tarde realizó el Master en Arteterapia de la Universidad de Murcia, que finalizó en 2004.
Con un estilo en el que usa principalmente  el dibujo y la pintura, las obras de Martínez hacen referencia a momentos autobiográficos transcendentes. La temática de sus obras muestra la relación de los cuerpos con el espacio, la arquitectura y el paisaje. Con su trabajo, reflexiona sobre lo universal a partir de lo íntimo y la experiencia personal, partiendo de lo cotidiano para llegar a lo global. 
Desde 2019, trabaja en la relación de los objetos con la memoria, la biografía y la identidad individual y colectiva, introduciendo otras técnicas artísticas como el vídeo, la fotografía y la instalación.

## Reconocimientos
En 2001, Martínez fue la ganadora del Concurso Nacional de Pintura Villa de Fuente Álamo, que organiza desde 1973 el Ayuntamiento de Fuente Álamo de Murcia. Al año siguiente, en 2002, ganó el Certamen Creación Joven de Murcia y el Premio de Pintura concedido por la Cámara de Comercio de Murcia. Posteriormente, en 2005, Martínez obtuvo el Premio Murcia Joven 05 Artes Visuales concedido por el Instituto de la Juventud de Murcia. 

## Exposiciones (selección)

### Individuales[6]
- 2006 – Paisaje cero. La Bodega Espacio Emergente. Fundación Casa Pintada, Murcia.[7]
- 2009 – Piel nómada. Galería Magatzems Wall&Vídeo, Valencia.[2]
- 2010 – Desplazamientos a cielo descubierto. Galería Art Nueve, Murcia.[8]
- 2016 – Diálogos. Museo Ramón Gaya, Murcia.[9]
- 2021 – Naves de Mnemósine Galería Art Nueve, Murcia, España[10]

### Colectivas
- 2020 – In Nomine Dame. Santa María de la Arrixaca. Símbolo y forma. Museo de la Ciudad de Murcia.[11][12]
- 2021 – Interrupciones. Tiempo suspendido. Palacio del Almudí, Murcia.[13]